# Toán kinh tế
Toán kinh tế là môn khoa học nhằm vận dụng toán học trong phân tích các mô hình kinh tế để từ đó hiểu rõ hơn các nguyên tắc và các quy luật kinh tế của nền kinh tế thị trường. Toán kinh tế cung cấp cho các Nhà Quản lý các kiến thức để họ có thể vận dụng vào việc ra các quyết định sản xuất.
Toán kinh tế, gần đây hay được gọi là kinh tế học toán, là một phân ngành của kinh tế học nghiên cứu việc áp dụng toán học và phát triển các kỹ thuật toán học để giải quyết các vấn đề kinh tế học. Tác phẩm Cơ sở phân tích kinh tế của Paul Samuelson công bố năm 1947 được xem là khởi đầu của toán kinh tế đương đại. Toán kinh tế còn được hiểu là phương pháp tiếp cận dưới hình thức toán học của khoa học kinh tế. Nó giúp kinh tế học diễn giải, trình bày được nhiều vấn đề mà phương pháp diễn giải bằng lời thông thường không có hiệu quả.